# Fönstervingespinnare
Fönstervingespinnare (Dysauxes ancilla), även kallad lavdagspinnare eller lavdagsvärmare, är en art i insektsordningen fjärilar som tillhör familjen björnspinnare. I Sverige är arten klassad som akut hotad och förekommer endast på en enda lokal i Beijershamn på Öland. Populationens flygtid infaller omkring juli.